# Megan Sneddon
Megan Sneddon (* 9. September 1985 in Bellshill, Schottland, Vereinigtes Königreich) ist eine schottische Fußballspielerin. Die Mittelfeldspielerin steht seit 2015 beim schottischen Verein Motherwell Ladies in der Second Division der Scottish Women’s Football League unter Vertrag. Für die schottische Fußballnationalmannschaft spielt sie seit 2002 international, wurde aber seit September 2014 nicht mehr berücksichtigt.

## Karriere

### Verein
Sneddon gewann bereits mit 16 Jahren mit den Kilmarnock Ladies das Triple aus Meisterschaft, Pokal und Ligapokal. 2002 hatte sie mit Kilmarnock ihr Debüt in der UEFA Women’s Cup 2002/03, scheiterte aber in der Gruppenphase. Auch in der folgenden Spielzeit kam dort das frühe Aus. Später folgten weitere Meisterschaften mit Glasgow City LFC. Mit City scheiterte sie in der 2. Runde des UEFA Women’s Cup 2008/09 und in der Qualifikation der UEFA Women’s Champions League 2009/10 und 2010/11 jeweils am deutschen Vizemeister. 2011 hatte sie ein kurzes Engagement in Liverpool. Danach spielte für die Stadtrivalen Celtic und Rangers (Vizemeister 2014).

### Nationalmannschaft
Für die schottische Fußballnationalmannschaft debütierte Sneddon einen Tag vor ihrem 17. Geburtstag am 8. September 2002 beim ersten Spiel der Schottinen gegen die USA. 2008 war sie Mannschaftskapitänin der schottischen U-23-Mannschaft beim Nordic Cup. Den Schottinnen gelang kein einziges Tor und so verloren sie auch das Spiel um den siebten Platz. Am 21. Juni 2012 machte sie beim 1:0 gegen Irland in der Qualifikation für die EM 2013 ihr 100. Länderspiel. Für ein großes Turnier konnte sie sich mit den Schottinnen noch nicht qualifizieren. 2008 und 2012 scheiterten sie jeweils in den Playoffs für die Europameisterschaften 2009 und 2012 an Russland bzw. Spanien. Ihr letztes Länderspiel bestritt sie am 17. September 2014 in der Qualifikation für die WM 2015 gegen Schweden. Nachdem sich die Schottinnen nicht für die WM qualifizieren konnten, trat sie aus der Nationalmannschaft zurück und kritisierte die Taktik der Trainerin.
Im Dezember 2011 gehörte sie zu den schottischen Spielerinnen die für das Team GB in Betracht gezogen wurden, die das Vereinigte Königreich 2012 bei den Olympischen Spielen in London vertreten sollten. Letztlich wurde sie aber nicht berücksichtigt.

## Erfolge
- Schottischer Meister 2001/02, 2002/03 (mit Kilmarnock), 2007/08, 2008/09, 2009, 2010, 2011 (mit Glasgow City LFC)
- Schottischer Pokalsieger 2001 und 2002 (mit Kilmarnock), 2006, 2009, 2011, 2012 (mit Glasgow City LFC)
- Schottischer Ligapokalsieger 2001/02